# Соционика
Социониката е сравнително младо направление, което представя развитие на теорията на К. Г. Юнг за психологическите типове. Възниква в СССР в края на 70-те години на миналия век на базата на разработките на Аушра Аугустинавичуте (Литва). Социониката е първата теория, разглеждаща личностните типове като обуславящи междуличностните взаимоотношения.
Взаимоотношенията между хората могат да бъдат прогнозирани. Така смятат последователите на социониката – сравнително нова (от 70-те години) психологическа теория. Тези взаимоотношения възникват между 16 типа личности, отнасящи се за всички хора.
Типът личност (социотип). не се променя нито за един ден, нито за година. Психологическият тип е нещо различно от възпитанието на човека, неговото културно ниво, професията му – това е начин на обмен на информация и поведения с обкръжаващата среда. Всеки тип се отличава не само със силни, но и със слаби страни – за съвършенството в едно се заплаща с несъвършенство в друго. Понякога представителите на един тип изглеждат като близнаци, макар да не са дори роднини. Вероятно типът е „програмиран“ генетично.
В социониката се смята, че взаимоотношенията зависят по-силно от типа личност, отколкото от възпитанието. В психологическите науки съществуват различни теории за междуличностните взаимоотношения. Много психолози твърдят, че характерът не влияе на взаимоотношенията – всичко зависи единствено от културните и социални фактори, възпитанието, професията и т.н. Но и сред тези, които не пренебрегват връзката между характера на хората и техните взаимоотношения, гледните точки се различават. Още Сократ така и не успява да отговори на въпроса: какъв приятел е по-добре да имам – този, с когото най-много си приличам, или този, с когото най-много се различавам.
Социониката прави разграничение на взаимоотношенията по степен на комфортност. Например отношенията между два тъждествени типа далеч не винаги са добри. Разбирайки се с половин дума, те, от друга страна, са еднакво слаби пред еднакви проблеми, т.е. взаимопомощта в такива двойки е слаба. Взаимоотношенията между два диаметрално различни типа са още по-лоши – те водят до постоянни конфликти. Къде е „златната среда“?
Това е дуалността – отношение на психологическо допълване. Социониката разделя 16-те типа на 8 взаимодопълващи се, или дуални двойки. Те са най-устойчиви на близка дистанция – например в семейни взаимоотношения.
Основните сфери на приложение на социониката: педагогика (изучаване на взаимодействието между преподавател и студент/ученик, проблемите на усвояване на учебен материал), семейно консултиране (брак и развод, междупоколенчески проблеми и проблеми, свързани с развитието), кадрово консултиране (професионална ориентация, съвместимост в работния колектив, стратегически планиране на предприятието, изхождайки от състава на колектива), фундаментални научни изследвания (математическо моделиране, генетика, психофизиология, морфология – външни признаци на социотиповете), психологически игри и тренинги.